# Diocesi di Bacabal
La diocesi di Bacabal (in latino Dioecesis Bacabalensis) è una sede della Chiesa cattolica in Brasile suffraganea dell'arcidiocesi di São Luís do Maranhão. Nel 2022 contava 516.000 battezzati su 533.867 abitanti. È retta dal vescovo Armando Martín Gutiérrez, F.A.M.

## Territorio
La diocesi comprende 27 comuni nella parte centrale dello stato brasiliano di Maranhão: Altamira do Maranhão, Bacabal, Bernardo do Mearim, Bom Lugar, Brejo de Areia, Capinzal do Norte, Esperantinópolis, Igarapé Grande, Lagoa Grande do Maranhão, Lago da Pedra, Lago do Junco, Lago dos Rodrigues, Lago Verde, Lima Campos, Marajá do Sena, Olho d'Água das Cunhãs, Paulo Ramos, Pedreiras, Pio XII, Poção de Pedras, Santo Antônio dos Lopes, São Luís Gonzaga do Maranhão, São Raimundo do Doca Bezerra, São Roberto, Satubinha, Trizidela do Vale e Vitorino Freire.
Sede vescovile è la città di Bacabal, dove si trova la cattedrale di Santa Teresina.
Il territorio si estende su 18.073 km² ed è suddiviso in 24 parrocchie, organizzate in 3 regioni pastorali.

## Storia
La diocesi è stata eretta il 22 giugno 1968 con la bolla Visibilis natura di papa Paolo VI, ricavandone il territorio dalla prelatura territoriale di São José do Grajaú (oggi diocesi di Grajaú) e dall'arcidiocesi di São Luís do Maranhão.
Il 26 novembre 1993, in occasione del 25º anniversario della fondazione della diocesi, il vescovo Henrique Johannpötter ha proclamato Nostra Signora della Concezione (Nossa Senhora da Conceição) patrona della diocesi; Santa Teresa del Bambin Gesù continua ad essere la titolare della cattedrale e patrona della città episcopale.
Il 19 luglio 2001 ha ceduto il comune di Alto Alegre do Maranhão alla diocesi di Coroatá.

## Cronotassi dei vescovi
Si omettono i periodi di sede vacante non superiori ai 2 anni o non storicamente accertati.
- Pascàsio Rettler, O.F.M. † (24 luglio 1968 - 1º dicembre 1989 ritirato)
- Henrique Johannpötter, O.F.M. † (2 dicembre 1989 succeduto - 10 aprile 1997 dimesso)
  - Sede vacante (1997-1999)
- José Belisário da Silva, O.F.M. (1º dicembre 1999 - 21 settembre 2005 nominato arcivescovo di São Luís do Maranhão)
- Armando Martín Gutiérrez, F.A.M., dal 2 novembre 2006

## Statistiche
La diocesi nel 2022 su una popolazione di 533.867 persone contava 516.000 battezzati, corrispondenti al 96,7% del totale.
| anno | popolazione | popolazione | popolazione | presbiteri | presbiteri | presbiteri | presbiteri                | diaconi | religiosi | religiosi | parrocchie |
| anno | battezzati  | totale      | %           | numero     | secolari   | regolari   | battezzati per presbitero | diaconi | uomini    | donne     | parrocchie |
| ---- | ----------- | ----------- | ----------- | ---------- | ---------- | ---------- | ------------------------- | ------- | --------- | --------- | ---------- |
| 1970 | 536.000     | 600.000     | 89,3        | 2          | 2          |            | 268.000                   |         |           |           | 11         |
| 1976 | 580.000     | 600.000     | 96,7        | 24         | 5          | 19         | 24.166                    |         | 24        | 30        | 9          |
| 1980 | 430.000     | 450.000     | 95,6        | 42         | 6          | 36         | 10.238                    |         | 40        | 36        | 9          |
| 1990 | 479.000     | 532.279     | 90,0        | 25         | 8          | 17         | 19.160                    |         | 20        | 42        | 17         |
| 1999 | 446.000     | 483.995     | 92,1        | 26         | 10         | 16         | 17.153                    |         | 21        | 32        | 14         |
| 2000 | 449.000     | 487.000     | 92,2        | 26         | 10         | 16         | 17.269                    |         | 21        | 33        | 14         |
| 2001 | 451.000     | 490.261     | 92,0        | 26         | 9          | 17         | 17.346                    |         | 20        | 48        | 14         |
| 2002 | 451.000     | 490.261     | 92,0        | 25         | 8          | 17         | 18.040                    |         | 20        | 45        | 14         |
| 2003 | 451.000     | 490.261     | 92,0        | 25         | 7          | 18         | 18.040                    |         | 27        | 43        | 15         |
| 2004 | 451.000     | 490.261     | 92,0        | 25         | 6          | 19         | 18.040                    |         | 22        | 41        | 16         |
| 2006 | 461.000     | 502.000     | 91,8        | 26         | 9          | 17         | 17.730                    |         | 22        | 36        | 16         |
| 2012 | 499.500     | 542.000     | 92,2        | 32         | 13         | 21         | 14.691                    |         | 28        | 29        | 16         |
| 2015 | 506.000     | 520.704     | 97,2        | 38         | 16         | 22         | 13.315                    | 12      | 27        | 33        | 17         |
| 2018 | 509.000     | 523.494     | 97,2        | 42         | 21         | 21         | 12.119                    | 13      | 24        | 28        | 19         |
| 2020 | 518.190     | 533.319     | 97,2        | 45         | 20         | 25         | 11.515                    | 12      | 30        | 27        | 21         |
| 2022 | 516.000     | 533.867     | 96,7        | 44         | 20         | 24         | 11.727                    | 16      | 31        | 24        | 24         |